# 托尼·本
安東尼·尼爾·韋奇伍德·本，PC（英語：Anthony Neil Wedgwood Benn；1925年4月3日—2014年3月14日），曾为第二代斯坦斯蓋特子爵（2nd Viscount Stansgate），英國工黨政治家，1950年至1960年、1963年至1983年和1984年至2001年任下議院議員，20世紀六十年代至七十年代曾在工黨首相哈羅德·威爾遜和詹姆斯·卡拉漢的內閣歷任郵政總局局長、技術部長、工業大臣和能源大臣等職。
本出身于政治世家，1960年因襲取父親的世襲貴族爵位，被迫放棄下院議席，後來他發起行動爭取放棄其世襲貴族身份，終促成國會通過《1963年貴族爵位法令》，從而成功重返下院。此後本在歷屆工黨內閣供職，並於1971年至1972年出任工黨主席。1979年工黨政府在大選中落敗而垮台後，本退出內閣，立場日益傾向左翼，到八十年代工黨在野期間更被視為該黨左翼領袖之一。由他衍生的「本派」（Bennite）一詞，就是在英國政壇用來形容持激進左翼政見的人士。
1991年，本提出主张废除英国君主制、成立共和国的《英联邦法案》草案，得到杰里米·科尔宾等少数议员的支持。
本在多次民意調查中被評為英國最受歡迎的政治家，也被形容為「英國罕有地出仕政府以後立場更傾左翼的政治家」。2001年退出英国议会後，本投身平民政治運動，提倡反戰和反全球化，並由2001年起出任停止戰爭聯盟主席，直到去世。

## 外部連結
- 《衛報》悼文 （页面存档备份，存于）（2014年3月14日）
- 《每日電訊報》悼文 （页面存档备份，存于）（2014年3月14日）
- BBC悼文 （页面存档备份，存于）（2014年3月14日）
- BBC中文網悼文 （页面存档备份，存于）（2014年3月14日）